# Sala nr 6 (opowiadanie)
Sala nr 6 (ros. Палата № 6; znana ówczesnym czytelnikom jako Sala o numerze szóstym (ros. Палата номер шестой)) – opowiadanie  Antona Pawłowicza Czechowa. Po raz pierwszy opublikowane zostało w 1892 roku w czasopiśmie „Russkaja mysl” (ros. „Русская мысль”).

## Postaci
- Andriej Jefimycz Ragin – lekarz główny w miejskim szpitalu;
- Iwan  Dmitrycz Gromow – 33-letni pacjent, były egzekutor sądowy i urzędnik, cierpi na manię prześladowczą;
- Jewgienij Fiodorycz Chobotow – lekarz powiatowy, młody człowiek, wysłany przez ziemstwo do pracy w szpitalu;
- Michaił Awierianycz – niemłody poczmistrz, bankrutujący zubożały ziemianin;
- Sergiej Sergiejewicz – felczer, posiada praktykę lekarską w mieście, pobożny;
- Nikita – stróż, stary emerytowany żołnierz;
- Siemion Łazarycz – cyrulik, przychodzi do szpitala, aby strzyc pacjentów;
- Mojsiejka – pacjent, Żyd, głuptak, zwariował, kiedy spalił mu się warsztat, w którym robił czapki;
- Dariuszka – kucharka Andrieja Jefimycza

## Fabuła
W niewielkiej szpitalnej oficynie znajduje się sala nr 6 dla chorych umysłowo. W sali mieszka pięcioro ludzi, m.in. głuptak Mojsiejka i były egzekutor sądowy Iwan Dmitrycz Gromow. Po opisaniu chorych autor zaznajamia czytelnika z doktorem Andriejem  Jefimyczem Raginem. Kiedy Ragin otrzymał posadę, szpital był w okropnym stanie. Panowały w nim straszna bieda, nie przestrzegano przepisów sanitarnych. Ragin odniósł się do tego obojętnie. Jest on mądrym i szczerym człowiekiem, pozbawionym jednak silnej woli
i wiary w prawo do zmieniania życia na lepsze. Początkowo pilnie pracuje, jednak szybko zaczyna się nudzić i pojmuje, że w danych okolicznościach leczenie chorych jest bezsensowne. Przez takie spostrzeżenia Ragin zaniedbuje swoje obowiązki i nie codziennie chodzi do szpitala. Pracuje krótko i tylko dla zachowania pozorów, po czym wraca do domu i czyta. Co każde pół godziny wypija kieliszek wódki, który zakąsa solonym ogórkiem lub kwaszonym jabłkiem. Potem je obiad i pije piwo. Pod wieczór zazwyczaj odwiedza go poczmistrz Michaił Awierianycz. Doktor i poczmistrz prowadzą miałkie rozmowy i żalą się na swój los. Kiedy gość wychodzi, Ragin kontynuuje lekturę. Czyta on wszystko po kolei, wydając na książki połowę swojej pensji; najbardziej lubi książki z dziedziny filozofii i historii. Czytając, czuje się szczęśliwy.
Pewnego wiosennego wieczoru Ragin przypadkiem trafia do sali nr 6. Początkowo zostaje oskarżony przez Gromowa o kradzież, jednak potem wywiązuje się między nimi długa rozmowa. Doktor zaczyna odwiedzać oficynę codziennie – rozmowy z Gromowem mają na niego silny wpływ. Kłócą się. Andriej Jefimycz stoi po stronie greckich stoików i uważa, że nie należy przykładać wagi do ziemskiego cierpienia. Gromow marzy o tym, aby zakończyć cierpienia i nazywa filozofię doktora lenistwem. Po szpitalnym bloku roznosi się wieść, że doktor odwiedza salę nr 6. Pod koniec czerwca dociera ona do Chobotowa, młodego lekarza, który chce zająć miejsce Ragina jako głównego lekarza. W sierpniu Andriej Jefimycz otrzymuje list od burmistrza z prośbą o stawienie się u niego na rozmowę w ważnej sprawie. Rozmowa okazuje się być komisją mającą na celu zbadanie stanu psychicznego doktora.
Tego samego dnia poczmistrz proponuje mu udanie się z nim na urlop i na wycieczkę. Po tygodniu Ragin otrzymuje propozycję odpoczynku, czyli podania się do dymisji. Przyjmuje ją obojętnie i udaje się z Michaiłem Awierianyczem do Moskwy, potem do Petersburga
i na końcu do Warszawy. Po drodze poczmistrz drażni go swoimi gadaniem, skąpstwem i obżarstwem; przegrywa on w karty i żeby zapłacić, zadłuża się u Ragina na 500 rubli. Po tym incydencie wracają do domu.
W domu czekają ich trudności finansowe i kontynuacja rozmów o wariactwie Andrieja Jefimycza. Pewnego razu nie wytrzymuje on i, wpadłszy w gniew, wyrzuca ze swojego mieszkania Chobotowa i poczmistrza. Jest mu przykro i wstyd za swoje zachowanie, rankiem idzie więc przeprosić poczmistrza. Michaił Awierianycz radzi mu, by udał się do szpitala. Tego samego wieczoru przychodzi do doktora Chobotowa, by prosić go o radę. Obaj lekarze udają się do sali nr 6, jakoby na konsylium. Na miejscu Chobotow wychodzi po stetoskop i nie wraca. Po pół godzinie wchodzi Nikita z naręczem ubrań. Ragin i Gromow się buntują, Nikita uderza Andrieja Jefimycza w twarz. Doktor orientuje się, że nigdy nie wyjdzie z sali. To wpędza go w stan apatii i następnego dnia umiera on na udar apoplektyczny. Na jego pogrzeb przychodzą tylko Michaił Awierianycz i Dariuszka.

## Historia wydania
Pierwsza wzmianka o opowieści znajduje się w liście Czechowa do jego wydawcy,
A.S. Suworina z 31 marca 1892 roku:
"Prowadzę życie raczej bogate, które stale zatruwane jest myślą, iż należy pisać, wiecznie pisać. Piszę opowieść. Zanim wypuszczona zostanie do druku, chciałbym  przysłać ją Panu, aby dokonał Pan cenzury, albowiem Pańskie zdanie jest dla mnie na wagę złota. Trzeba się jednak spieszyć, bo pieniędzy brak. W opowieści jest dużo rozważań, za to brak wątku romantycznego. Są fabuła, ekspozycja i zakończenie. Kierunek liberalny. W rozmiarze dwu arkuszy drukarskich. Ale chciałbym się Pana poradzić, bo nie chcę opowiadać
o fraszkach i nudzie. Pan ma wspaniały gust i wierzę Pańskiemu pierwszemu wrażeniu, tak jak słońcu, że znów wzejdzie nad horyzontem. Jeśli nikomu nie będzie spieszno, aby wydawać moje opowiadanie i dostanę miesiąc lub dwa na poprawki, niech Pan, proszę, pozwoli, abym wysłał Panu korektę."
– List do A.S. Suworina z 31 marca 1892 roku.
16 kwietnia Czechow napisał do I.I. Jasinskiego, że przywiózł rękopis do Moskwy, aby oddać go do redakcji „Russkogo obozrienia” (ros. „Русского обозрения”). 29 kwietnia Czechow napisał L.A. Awiłowej, że kontynuuje pracę nad Salą nr 6:
"Kończę opowieść, bardzo nudną, jako że brak w niej kobiety i wątku romantycznego. Nie mogę znieść takich opowieści, napisałem ją jakoś tak niespodziewanie, lekkomyślnie. Mogę przysłać Pani odbitkę, jeśli będę znać Pani adres, gdy skończy się czerwiec."
– List do L.A. Awiłowej z 29 kwietnia 1892 roku.
W liście do A.S. Suworina z 15 maja pisze on, ze wysłał zakończenie opowieści i zaczął pisać nową (zapewne ma na myśli opowiadanie Sąsiedzi (ros. Соседи)):
"Przeczytałem już korektę, wysłałem zakończenie, a odpowiedzi brak! Na pewno mi nie zapłacą, albowiem sprawy i los czasopisma są ciasno związane z krachem notariusza Boborykina. Proszę poczekać, wyślę dług, piszę jeszcze opowieść."
– List do A.S. Suworina z 15 maja 1892 roku.

## Ekranizacje
- 1974 – Krankensaal 6 (RFN) – reż. Karl Fruchtmann
- 1978 – Paviljon VI (Jugosławia) – reż. Lucian Pintilie
- 1987 – Sala nr 6 (Polska) – reż. Krzysztof Gruber, na podstawie scenariusza Andrzeja Domalika
- 2004 – Doktor Ragin (ros. Рагин; Rosja) – reż. Kiriłł Sieriebriennikow, na podstawie Michaiła Ugarowa i Dmitrija Zwierkowa
- 2009 – Sala nr 6 (ros. Палата № 6; Rosja) – reż. Karen Szachnazarow, na podstawie Aleksandra Borodjanskiego i Karena Szachnazarowa

## W kulturze popularnej
- Duet Iwasi w 1996 roku napisał piosenkę „Uma pałata nomier szest'” (ros. „Ума палата номер шесть”)[7].